# Chiesa dei Santi Sebastiano e Valentino
La chiesa dei Santi Sebastiano e Valentino, anche nota con i nomi San Sebastiano all'Olmo e San Sebastiano dei Mercanti, era una chiesa di Roma, in Italia, situata nel rione Sant'Angelo, che venne demolita poco dopo l'unificazione dell'Italia, dopo il 1870. 
Si affacciava sull'antica piazza Paganica, dove oggi si trova il vicolo Paganica, in un isolato a est dell'odierno largo Arenula. 
Dall'altra parte della strada si trovava il palazzo Mattei di Paganica. Era dedicata ai santi Sebastiano e Valentino.

## Storia
Questa chiesa venne menzionata per la prima volta in una bolla del 1186 del papa Urbano III tra le chiese affiliate alla basilica di San Lorenzo in Damaso, con il nome di "San Valentino", dato che fu costruita nei pressi della casa dove, secondo la leggenda, avrebbe vissuto il santo.
Uno dei suoi primi soprannomi fu "balneo miccine", che nel quindicesimo secolo era già stato corrotto in "in Piscina".
Anche il catalogo di Cencio Camerario, della fine del dodicesimo secolo, cita una versione di questo nome.
Alla fine del Medioevo, fu aggiunta la dedica a san Sebastiano alla chiesa, che divenne nota anche come "San Sebastiano all'Olmo", un nome con il quale compare nelle guide antiche di Roma, oltre al nome moderno "Santi Sebastiano e Valentino".
Fu la sede di una parrocchia fino a quando il papa Clemente VIII (sul soglio petrino dal 1592 al 1605) non la soppresse e la cedette a una corporazione di mercanti nel 1593.
Per questo la chiesa venne chiamata anche in altri due modi, "San Sebastiano dei Mercanti" e "San Valentino dei Mercanti".
Comunque sia, la chiesa fu ricostruita o restaurata ampiamente all'inizio del diciottesimo secolo da Francesco Felice Pozzoli.
Fu demolita dopo il 1870 nell'ambito di un progetto urbanistico che risultò nella fondazione di un grande edificio moderno che oggi occupa la parte nord del luogo dove si trovava.

## Descrizione

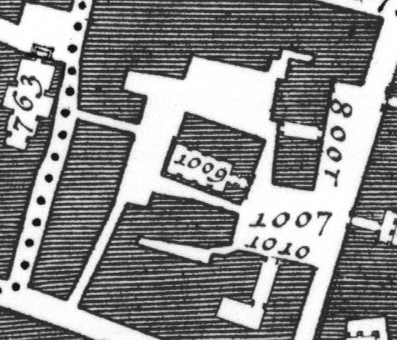
La chiesa (indicata dal numero 1009) nella mappa di Roma di Giovanni Battista Nolli (1748).

La chiesa non aveva una facciata, poiché era compresa in un edificio residenziale più ampio che occupava tutto l'isolato. 
Era poco più di un semplice rettangolo, con quattro campate separate da delle colonne che sostenevano una volta. 
Sull'altare maggiore si trovava una pala d'altare, un San Sebastiano attribuito al Cavalier d'Arpino. 
Nel lato destro si trovava un Sogno di Giuseppe di Felice Ottini, e nel lato sinistro un San Valentino di un allievo del Cavalier d'Arpino, che si chiamava Giovanni Battista. L'affresco della volta era di Placido Romoli (1690-1750), un pittore originario di Messina e attivo a Roma.